# Кавказская пленница, или Новые приключения Шурика
«Кавка́зская пле́нница, или Но́вые приключе́ния Шу́рика» — советский художественный фильм, снятый режиссёром Леонидом Гайдаем в 1966 году. Эксцентрическая кинокомедия. Сценарий к картине написан Яковом Костюковским и Морисом Слободским при участии самого режиссёра. Съёмки проходили в 1966 году в павильонах «Мосфильма», а также в Крыму — на базе Ялтинской киностудии, на Кавказе — в районе Красной Поляны и в Абхазии — в долине озера Рица. Главные роли исполняли Александр Демьяненко, Наталья Варлей, Владимир Этуш, Фрунзик Мкртчян, Руслан Ахметов, Юрий Никулин, Георгий Вицин, Евгений Моргунов и другие. Действие фильма происходит на Кавказе. В основе сюжета — приключения собирателя фольклора Шурика, который, находясь в южном городе, оказывается втянутым в историю с похищением девушки Нины. Инициатор похищения — номенклатурный работник районного масштаба товарищ Саахов; в роли его кунаков выступают персонажи комедийной троицы — Трус, Балбес и Бывалый.
Картина, жанр которой определён как эксцентрическая комедия, наполнена трюками, гэгами, элементами клоунады. По мнению исследователей, режиссёр использовал в ленте опыт представителей немого кинематографа — в частности, Чарли Чаплина и Гарольда Ллойда. Музыку к фильму написал композитор Александр Зацепин, автор песенных текстов — Леонид Дербенёв. После сдачи картине была присвоена первая прокатная категория. На экраны кинотеатров СССР «Кавказская пленница» вышла 3 апреля 1967 года.

## Сценарий
Последняя советская киносатира про власть. Товарищ Саахов — видимо, председатель райисполкома — носит белый китель, как у Сталина на памятной картине «Утро нашей родины». Владимир Этуш играет с «общекавказским» акцентом: в начале фильма его создатели предупреждают, что не называют республику, в которой произошла история, — дабы другие не обижались.
Леонид Парфёнов
Замысел «Кавказской пленницы» возник в ту пору, когда первая картина о приключениях Шурика — «Операция „Ы“» — была только запущена в производство. По свидетельству режиссёра обоих фильмов Леонида Гайдая, он, вместе со сценаристами Яковом Костюковским и Морисом Слободским, планировал сочинить и снять ещё несколько новелл о похождениях чудаковатого студента. Однако после выхода на экран «Операции „Ы“» Гайдай понял, что эта лента «опустошила» его: «Как мне тогда казалось, я рассказал о Шурике во всех возможных его ипостасях, я вытряс из троицы (и она из меня) всё, что она могла дать, о погонях я не мог думать без содрогания». Тем не менее уклониться от продолжения работы над картиной про студента режиссёру не удалось: кинематографическая машина уже «завертелась».
Как вспоминал один из сценаристов — Яков Костюковский, в основу нового фильма о похождениях Шурика легли газетные публикации, в которых рассказывалось о сохранившейся на Кавказе традиции выкупать и продавать невесту. Остальная часть сюжета была придумана соавторами. В июне 1965 года Костюковский и Слободской отправили на «Мосфильм» заявку с просьбой одобрить план ещё не завершённого сценария «Шурик в горах», состоявшего из двух курьёзных эпизодов: «Кавказская пленница» и «Снежный человек и другие». Идею второй истории отклонил сам Гайдай, вероятно, увидевший в ней повторение темы, ранее воспроизведённой в картине Эльдара Рязанова «Человек ниоткуда». В итоге первая новелла переросла в костяк литературного сценария, к которому Гайдай, читавший его на предварительных стадиях, предъявлял режиссёрские требования: «А что в кадре? Что увидит зритель?». Леонид Иович постоянно призывал соавторов к лаконичности диалогов; его просьбы переписать их почти «телеграфным стилем», возможно, были обыграны сценаристами в реплике: «Короче, Склифосовский!».
Обсуждение готового сценария состоялось на заседании редколлегии «Мосфильма» в октябре 1965 года. Одна из претензий, высказанная, в частности, режиссёром и сценаристом Лео Арнштамом, была связана с включением в сюжет Труса, Балбеса и Бывалого — героев, знакомых зрителям по прежним лентам Гайдая. По словам Арнштама, троица явно утяжеляла фабулу; к тому же она действовала «на уже отработанном материале». Выступивший следом Гайдай сообщил, что троицы в фильме не будет: «Никулин сниматься отказался». В тот момент исполнитель роли Балбеса, которому сценарий показался неудачным, действительно отклонил предложение об участии в «заведомо провальной» картине; позже настроение артиста изменилось.
Запуск фильма в производство был запланирован на начало 1966 года. В январе Гайдай в письме, адресованном матери, сообщил, что до 20-го числа ему необходимо сдать режиссёрский сценарий: «Времени осталось мало, а работы — ох!». В ситуации, когда и зритель, и сам постановщик несколько устали от Труса, Балбеса и Бывалого, режиссёр решил сместить акценты и вывести на первый план «восточного сладострастника» из числа руководителей районного масштаба. По словам Гайдая, товарищ Саахов «стал ключом к картине. Фраза: „У меня теперь только два выхода: или я её веду в загс, или она поведёт меня к прокурору“ — определила сюжетное напряжение и оправдала исключительность ситуаций и эксцентричность персонажей».
Фамилия героя, сыгранного Владимиром Этушем, в авторской редакции звучала как Охохов (по другой версии — Ахохов). Однако перед съёмками выяснилось, что в министерстве культуры работает сотрудник с такой же фамилией. Когда она была заменена на «Саахов», обнаружилось, что среди чиновников «Мосфильма» есть некий Сааков. Поиски «политкорректной» фамилии завершились в кабинете главы Министерства культуры СССР Екатерины Фурцевой, которая, по словам Якова Костюковского, потребовала прекратить выбор вариантов: «А если бы его назвали Ивановым? У нас в Минкульте — 180 Ивановых! И что теперь? Дурака нельзя называть Ивановым? Оставить как есть!».
При сдаче сценария определённые вопросы у членов редколлегии вызвала реплика, произносимая родственником Нины — дядей Джабраилом: «Между прочим, в соседнем районе жених украл члена партии». Фразу удалось сохранить; правда, в картине её воспроизвёл другой персонаж — Балбес. В то же время, согласно информации, фигурирующей в ряде изданий, создатели картины не сумели отстоять заставку, в которой Трус выводит на заборе букву «Х», Бывалый — букву «У», а Балбес под звуки милицейского свистка дописывает «…дожественный фильм». Руководство киностудии сочло, что придуманный соавторами зачин содержит провокационный посыл.

Родословную фильмов, которые я снял, выводят от короткометражек Мака Сеннета и Бастера Китона, Макса Линдера и Чаплина. Иногда даже упрекают в подражании ранним фильмам Чаплина. Однако у меня есть утешение. В подобных случаях я каждый раз вспоминаю вундеркинда из фельетона Ильфа и Петрова, который ужасно беспокоился о том, чтобы будущий фильм не получился как у Чаплина. А ему отвечали: «Не бойся, мальчик. Как у Чаплина, не получится».— Леонид Гайдай

## Сюжет
Шурик (Александр Демьяненко) отправляется в научно-этнографическую экспедицию в «один из горных районов». Герой намерен изучать горские обряды и фольклор, в том числе тосты. В первый же день выясняется, что на Кавказе исследование жанра тостов предполагает практическое знакомство с изучаемым материалом. Местные жители, узнав об интересе молодого учёного к застольным здравицам, выражают готовность помочь Шурику освоить тему с помощью ритуальных возлияний. В результате не рассчитавший своих физических возможностей гость срывает открытие Дворца бракосочетаний и попадает в милицию. Оттуда Шурика освобождает заведующий райкомхозом товарищ Саахов (Владимир Этуш), называющий собирателя фольклора «крупным научным работником, человеком интеллектуального труда», а сам инцидент — «несчастным случаем на производстве».
Поддержка и комплименты товарища Саахова вводят Шурика в заблуждение. Герой не подозревает, что функционер районного масштаба, оценив красоту и пластику приехавшей на каникулы студентки педагогического института Нины (Наталья Варлей), вступил в торг с её дядей Джабраилом (Фрунзик Мкртчян) и фактически купил «невесту» за стадо баранов и финский холодильник. Саахов намерен перевезти «комсомолку, спортсменку и красавицу» Нину в свой укреплённый дом, находящийся над горной рекой. Для этого чиновник решает разыграть спектакль и привлечь Шурика, познакомившегося с Ниной при въезде в город, к некоему постановочному обряду, связанному с похищением невесты. Кунаками Саахова становятся появившиеся в том же районе представители троицы — Трус (Георгий Вицин), Балбес (Юрий Никулин) и Бывалый (Евгений Моргунов).
Когда Шурик, обнаружив, что в ситуации с заточением Нины он оказался невольным «прислужником сатрапа», пытается протестовать, Саахов создаёт повод для помещения мятежника в психиатрическую больницу. Герой, устроив побег из лечебницы, вместе с вырвавшейся из дома-крепости Ниной и поддерживающим молодых героев водителем Эдиком (Руслан Ахметов), ставит для сладострастника другой спектакль: ближе к ночи, когда районный чиновник смотрит по телевизору балет Чайковского «Лебединое озеро», в его доме гаснет свет и появляются фигуры, обещающие наказать Саахова «по древнему закону гор». В тот момент, когда хозяин дома, пытаясь спастись, бросается к окну, раздаётся выстрел. «Не беспокойтесь, это только соль», — успокаивает встревоженную Нину Шурик.
Следующий эпизод происходит в зале народного суда. Со скамьи подсудимых поднимаются представители троицы и Джабраил; там же стоит Саахов. После реплики Труса («Да здравствует наш суд, самый гуманный суд в мире!») судья предлагает всем присутствующим садиться. Герои, за исключением Саахова, опускаются на скамью; тот, как поясняет Балбес, «не может сесть». В финале картины Нина, Шурик и навьюченный ослик шагают по дороге, ведущей из города. Из-за поворота появляется микроавтобус «Старт», который под звучащую за кадром «Песенку о медведях» увозит «кавказскую пленницу». Её «похититель и спаситель» Шурик движется следом на ишаке.

## Подготовительный этап. Выбор актёров

Кинопробы. На роль Саахова: Борис Сичкин, Фаик Мустафаев, Евгений Перов, Владимир Этуш. На роль Нины: Наталья Селезнёва, Лариса Голубкина, Марианна Вертинская, Земфира Цахилова

Во второй половине января 1966 года начался подготовительный период кинопроизводства. Гайдай пригласил в съёмочную группу людей, знакомых ему по прежним картинам: оператора Константина Бровина, композитора Александра Зацепина, художника Владимира Каплуновского. Поиски места для натурных съёмок проходили сначала на Кавказе, затем киногруппа переместилась в Крым, где и были обнаружены подходящие объекты.
10 марта на киностудии «Мосфильм» начались кинопробы. Исполнитель роли Шурика Александр Демьяненко шёл на роль вне конкурса — он просто «переместился» в «Кавказскую пленницу» из «Операции „Ы“». В первую ленту о приключениях студента актёр попал после того, как через конкурсный этап уже прошли около сорока претендентов — Виталий Соломин, Александр Леньков, Андрей Миронов, Всеволод Абдулов, Олег Видов, Иван Бортник, Евгений Жариков, Александр Збруев, Евгений Петросян и другие. Худсовет, рассмотрев все представленные кандидатуры, склонялся к тому, чтобы утвердить на главную роль Валерия Носика, однако Гайдай сомневался в точности этого выбора. За «своим Шуриком» режиссёр отправился в Ленинград; после переговоров с Демьяненко он понял, что герой найден.
Роль товарища Саахова изначально предназначалась для Владимира Этуша. Ранее Гайдай посмотрел картину Константина Воинова «Время летних отпусков», в которой Этуш сыграл «южного человека» — нефтепромысловика Мамедова. Его игра показалась режиссёру убедительной, и в сценарии образ Саахова создавался с учётом актёрской органики Этуша. Сам артист позже рассказывал, что после выхода фильма Константина Воинова он стал регулярно получать от режиссёров приглашения на «восточные роли», которые казались ему невыразительными и однообразными. Тиражировать удачно найденный типаж Этуш не хотел, поэтому «в порыве отрицания» планировал отказаться и от участия в «Кавказской пленнице». Тем не менее на пробы он пришёл и был практически сразу утверждён на роль. Главная проблема, которая обозначилась после знакомства артиста со сценарием, была связана с необходимостью органично войти в уже сложившийся коллектив. В то же время Этуш опасался, что в процессе съёмок его герой мог быть «подавленным» комедийной троицей.
Сама троица сформировалась за несколько лет до выхода «Кавказской пленницы». В 1960 году Гайдай прочитал стихотворный фельетон Степана Олейника о браконьерах и собаке. Фельетон стал основой для короткометражной комедии «Пёс Барбос и необычный кросс», в которой действовали безымянные персонажи. Режиссёр решил дать им прозвища — Трус, Балбес и Бывалый. Сыграть Труса Гайдай предложил Георгию Вицину, с которым был знаком по прежней киноработе. На роль Балбеса режиссёр рассматривал кандидатуры Сергея Филиппова и Бориса Новикова. Затем он вспомнил героя по имени Василий Клячкин из фильма Юрия Чулюкина «Неподдающиеся». Вицин, к которому режиссёр обратился за консультацией, сообщил, что Клячкина сыграл Юрий Никулин — «отличный клоун. Сам ходил несколько раз в цирк смотреть на него». Так был найден ещё один персонаж. Воплотить на экране образ Бывалого Гайдай предложил по очереди Ивану Любезнову, Игорю Ильинскому и Сергею Филиппову. Те отказались по «уважительным причинам», одной из которых было опасение, что выдержать столь долгий кросс они — в силу возраста — не смогут. Выход нашёл Иван Пырьев, подсказавший Гайдаю: «Берите Моргунова — вон он какой, молодой, здоровый».
Наиболее сложный этап был связан с поисками исполнительницы роли Нины (режиссёр назвал героиню в честь своей жены Нины Гребешковой). В числе претенденток, прошедших кинопробы, были Лариса Голубкина, Марианна Вертинская, Анастасия Вертинская, Жанна Болотова, Наталья Фатеева, Валентина Малявина, Наталья Кустинская и другие актрисы. В конкурсном отборе участвовала и Наталья Селезнёва, исполнившая роль Лиды в «Операции „Ы“». Однако кандидатура Селезнёвой изначально считалась «непроходной»: в съёмочной группе полагали, что зрители не должны ассоциировать Нину с персонажем предыдущей картины Гайдая. В сценарии первое появление Нины описывалось так: «По дороге к ним приближается стройная прелестная девушка. <…> В нашей Нине причудливо сочетаются черты Бэлы (см. М. Ю. Лермонтова), Кармен (см. П. Мериме), Павлины (см. „Стряпуху“ А. В. Софронова)». Попытки найти подобный типаж завершились после того, как ассистент режиссёра Татьяна Семёнова узнала, что на Одесской киностудии, в картине «Формула радуги», снимается «хорошая цирковая девочка» Наталья Варлей, выступавшая в то время с Леонидом Енгибаровым. Семёнова отправила начинающей актрисе телеграмму с просьбой «приехать на „Мосфильм“ на фото- и кинопробы». Во время кинопроб снималась сцена с осликом; реплики за Шурика подавал за кадром Гайдай. После записи режиссёр поинтересовался, не могла ли Варлей сняться ещё и в купальнике. Спокойная готовность актрисы раздеться перед кинокамерой вызвала определённое удивление у членов съёмочной группы — как вспоминала позже исполнительница роли Нины, «они не учли, что я работаю в цирке и купальник, по сути, — моя цирковая „униформа“». Сам режиссёр, отвечая на вопросы о необходимости «раздевать» героинь на экране, пояснял: «Брижит Бардо в купальнике выглядит талантливее, чем Фаина Раневская».
Роль родственника Нины — дяди Джабраила — Гайдай изначально хотел отдать Михаилу Глузскому. Режиссёр изменил своё решение после того, как на съёмочной площадке появился «подлинный кавказец» Фрунзик Мкртчян. Глузскому было предложено создать другой образ — администратора гостиницы, знающего множество тостов.

## Съёмки
- Л. Гайдай — 4140 руб. и 2000 руб. за сценарий;
- А. Демьяненко — 5220 руб. (74 съёмочных дня, 10 дней озвучивания);
- Н. Варлей — 1219 руб. 24 коп. (Н. Румянцева за озвучивание роли — 237 руб. 50 коп.);
- В. Этуш — 1800 руб. (24 съёмочных дня, 6 дней озвучивания);
- Ф. Мкртчян — 939 руб. (24 съёмочных дня, 4 дня озвучивания);
- Ю. Никулин — 4238 руб. (43 съёмочных дня, 6 дней озвучивания);
- Г. Вицин — 3389 руб. 84 коп. (34 съёмочных дня, 5 дней озвучивания);
- Е. Моргунов — 1979 руб. 50 коп. (29 съёмочных дней, 5 дней озвучивания);
- Р. Ахметов — 1031 руб. 78 коп. (31 съёмочный день, 6 дней озвучивания);
- М. Глузский — 194 руб. 80 коп. (2 съёмочных дня, 2 дня озвучивания);
- Н. Гребешкова — 279 руб. 40 коп. (5 съёмочных дней, 7 дней озвучивания).

Съёмки эпизода с осликом

Съёмки «Кавказской пленницы» начались 22 апреля 1966 года в павильоне «Мосфильма». Обозреватель журнала «Советский экран» Н. Орлова, наблюдавшая за работой киногруппы в студии, рассказала на страницах издания, что для съёмок сцены с участием выпивающего Шурика («Птичку жалко!») потребовалось не менее пяти дублей. Режиссёр предлагал Александру Демьяненко показать разные варианты реакции на тост про «маленькую, но гордую птичку»: герой должен был то «сотрясаться в рыданиях», то плакать «сжав зубы, скупо, по-мужски». В беседе с журналистом Гайдай отмечал, что утверждённый худсоветом сценарий — это не окончательный документ, многие сцены и реплики корректируются во время репетиций или появляются экспромтом.
Двадцать шестого мая киногруппа отправилась в Крым. Бо́льшая часть натурных съёмок проходила в Алуште, посёлке Лучистое и «Долине Привидений». Выбору места основных съёмок в немалой степени способствовала хорошая техническая оснащённость Ялтинской киностудии. Сцена «купания» в горном водоёме снималась на Кавказе (в районе Красной Поляны), на реке Мзымта, а эпизод с похищением невесты — в Абхазии, на дороге, ведущей к озеру Рица. Для начальной сцены фильма были задействованы три осла. Для того, чтобы животное то останавливалось, то (в присутствии Нины) вновь начинало шагать по шоссе, создатели картины периодически меняли вес возложенного на него груза. При утяжелении торбы осёл прекращал двигаться.

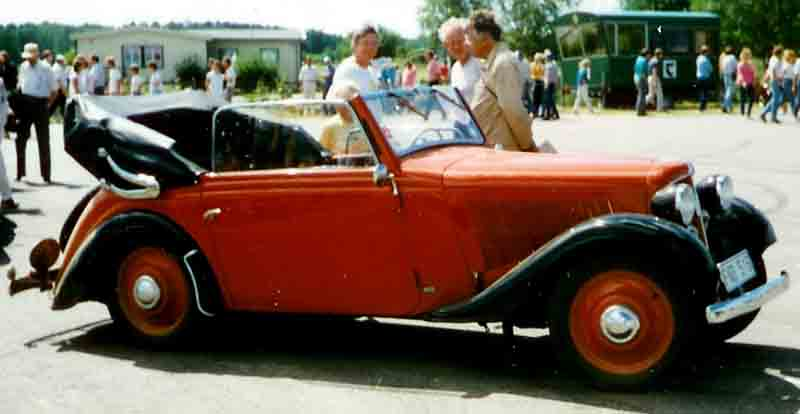

Автомобиль, на котором перемещалась троица, принадлежал Юрию Никулину. Этот кабриолет (Adler Trumpf Junior), выпускавшийся в Германии в 1930-х годах, запечатлён на памятнике Никулину возле цирка на Цветном бульваре. Грузовой автомобиль (которым управлял шофёр Эдик) был создан на базе довоенного шасси с кустарно изготовленным кузовом, напоминающим санитарный автомобиль ГАЗ-55.
Фасад Алуштинского ЗАГСа в фильме выступал «в роли» городского отделения милиции, куда после срыва праздника был доставлен главный герой. В качестве дома Капитонаки, где на именинах «гулял весь город», использовался частный многосемейный дом местных жителей. Летний кинотеатр пансионата «Чайка» был задействован в сценах обучения танцу твист и проведения сеанса одновременной игры в домино. Для многих эпизодов картины привлекались к участию жители Алушты.
Во время съёмок произошёл ряд инцидентов, оказавших влияние на судьбы некоторых участников киногруппы. Так, фильм «Кавказская пленница» оказался последним для творческого сотрудничества Гайдая и оператора Константина Бровина. Конфликты, по воспоминаниям Нины Гребешковой, происходили из-за алкогольных срывов оператора. Порой на площадке возникали ситуации, когда не готового к съёмкам Бровина за камерой заменял Гайдай. По словам Гребешковой, «под дурное влияние» оператора в определённый момент попал и Демьяненко. Кроме того, острое столкновение произошло во время съёмок между режиссёром и Евгением Моргуновым, пришедшим на площадку (по другой версии — в кинозал на просмотр рабочих материалов) с поклонницами. Как рассказывал Гайдай, во время ссоры с актёром он взял сценарий и вычеркнул все оставшиеся эпизоды с участием Бывалого. Так начался распад троицы — в дальнейшем артисты в этом составе ещё появлялись на экране в картинах других режиссёров, но Гайдай Труса, Балбеса и Бывалого больше не снимал.
В конце августа 1966 года съёмочная группа вернулась в Москву. В сентябре была продолжена работа в павильонах, в октябре началось озвучивание. Не имевшая профессионального опыта Наталья Варлей, по мнению режиссёра, не справлялась с процессом закадровой записи голоса. Её героиню озвучила Надежда Румянцева. Исполняемую Ниной песню про медведей записала для фильма Аида Ведищева.

## Трюки
Большинство трюков, включённых в картину, было изначально прописано в сценарии. В то же время часть гэгов и фокусов появилась, вероятно, благодаря импровизациям артистов. Гайдай, согласно информации, фигурирующей в ряде изданий, поощрял экспромты, награждая «виновников торжества» бутылкой шампанского за удачные шутки, дополняющие сценарий. Сценарист фильма Яков Костюковский и сам режиссёр отрицали этот факт. Актёрской импровизацией является, к примеру, фраза, сказанная героем Вицина: «Чей туфля? А, моё! Спасибо». Отсутствует в сценарии и реплика товарища Саахова, собирающегося войти в комнату, где удерживали Нину: «Шляпу сними». В число комедийных приёмов, появившихся непосредственно во время съёмок, входит трюк с рукой Балбеса, чешущей пятку. По признанию Юрия Никулина, в этой сцене его невидимым «ассистентом» был находившийся под одеялом лилипут.

Съёмки трюка «прыжок из окна»

С подачи Юрия Владимировича в картине появился цирковой супершприц, втыкавшийся в тело Бывалого в эпизоде с прививками «от ящура». Непосредственным местом «укола» была подушка, спрятанная в ногах Евгения Моргунова. Идею оставить качающийся шприц в теле героя выдвинул Вицин, а воплотил Никулин, который, находясь за ложем «жертв прививки», ритмично наклонял медицинский инструмент из стороны в сторону. В эпизоде встречи «похитителей» с милиционером голова Труса поворачивается на сто восемьдесят градусов. Эта сцена была создана за счёт разбивки кадров. Вначале камера зафиксировала Вицина с закрытым папахой лицом и сложенными «лодочкой» чужими руками. Затем артист был снят в пиджаке, надетом задом наперёд. В третьем кадре показан затылок актёра. «Прокрутка» головы персонажа в папахе осуществлялась на манекене.
Достаточно много трюков было исполнено Натальей Варлей. Она водила две машины (обучение проходило с инструктором во время съёмочного процесса), спускалась на тросе со скалы, ныряла в реку, выбрасывалась из окна (на самом деле осуществляла прыжок на тонкой верёвке со съёмочного крана). В одном из эпизодов её героиня Нина даёт Шурику «задание повышенной сложности»: «Упакуйтесь в спальный мешок!» Сцена была тщательно продумана: артиста, катящегося в «коконе» к обрыву, внизу подхватывали помощники режиссёра. Затем — при неработающей камере — они аккуратно помещали Александра Демьяненко в реку, после чего вновь звучала команда «Мотор!». Однако во время одного из дублей из-за ошибки «страховщиков» актёр оказался в горном потоке. Камеры в этот момент были включены, и кадры с неконтролируемо движущимся по течению Шуриком вошли в картину.
Эпизод, в котором Нина прыгает в горную реку и спасает героя, Гайдай планировал снять с помощью дублёров: по мнению режиссёра, сцена была весьма рискованной. Вначале был привлечён некий молодой человек, однако его участие в съёмках отклонил оператор Константин Бровин, заметивший, что на крупном плане видна подмена. Точно так же пришлось отказаться от услуг девушки из группы наблюдателей, представившейся мастером спорта по прыжкам в воду. После того, как одетая в костюм Нины дублёрша упала «мешком» в воду и едва не утонула, Гайдай вернулся к кандидатуре Натальи Варлей.

…не могу сказать, что плавание в ледяной речке с не очень тёплым названием Мзымта доставило такое уж удовольствие!.. Река брала начало в ледниках Кавказских гор. Температура в ней была, наверное, градусов 5-6… Дублей много: прыжки, потом само «спасение», потом ещё нас поливали водой из Мзымты (когда мы с Шуриком сидим, стучим зубами от холода, надо сказать, стучали мы практически по-настоящему).— Наталья Варлей

## Сдача фильма. Премьера
16 ноября 1966 года на киностудии «Мосфильм» состоялось заседание худсовета; в повестке дня значилось обсуждение комедии «Кавказская пленница». Мнения представителей кинематографического сообщества оказались неоднозначными. Так, Эльдар Рязанов, спрогнозировав, что картина будет хорошо принята зрителями, одновременно отметил, что Гайдай — режиссёр с «уникальным дарованием» — несколько «застопорился в своём развитии»; причиной, тормозящей его творческие возможности и мешающей Леониду Иовичу работать со свежим материалом, Рязанов назвал троицу — Труса, Балбеса и Бывалого. Эльдара Александровича поддержала кинокритик Майя Туровская, предложившая сократить сцены с участием троицы: «На этот раз они все, включая и Никулина, перекривлялись». По словам редактора творческого объединения «Луч» Бориса Кремнева, среди персонажей троицы «особенно раздражает Вицин».
Определённое недовольство у членов худсовета вызвала и музыкальная тема комедии. Так, драматург Эмиль Брагинский назвал песню, исполняемую Юрием Никулиным («Если б я был султан…»), «пошловатой». Борис Кремнев счёл, что придуманный композитором Александром Зацепиным фон в сцене погони и некоторых других эпизодах воспринимается как нечто «инородное». Руководитель творческого объединения «Луч» Иван Пырьев, указав, что музыка в картине «написана в стиле Таривердиева и кажется устаревшей», резюмировал, что «это не лучший фильм Гайдая».
Худсовет, изложив в письменном заключении ряд замечаний, отказался принять «Кавказскую пленницу». Претензии были связаны с экранным воплощением товарища Саахова, в образе которого присутствуют «неожиданные и ненужные акценты»; сценой суда, «не несущей никаких смысловых и сюжетных нагрузок»; операторской работой (речь шла в первую очередь о крупных планах, снятых «небрежно и невыразительно»); музыкой, не имеющей «признаков жанра», а также «голосом Нины», которому, по мнению членов худсовета, недоставало «лёгкого кавказского акцента». Сам Гайдай, признав, что фильм монтировался фактически в условиях цейтнота и потому нуждался в некоторой доработке («Режиссёру очень мало времени даётся на монтаж»), в то же время отметил, что «троица не раздражает», сцена суда «стилево решена верно», а «над музыкой будем думать».
Через две недели, тридцатого ноября, частично исправленная картина была принята дирекцией киностудии «Мосфильм» практически без замечаний. Однако на следующем этапе — при сдаче «Кавказской пленницы» комиссии Госкино СССР, заседание которой состоялось 23 декабря, — ленту Гайдая едва не запретили. По воспоминаниям Александра Зацепина, приёмочная комиссия потребовала удалить из комедии кадр, в котором силуэт товарища Саахова «возникает» с нижнего ракурса: зритель видит сначала ноги в сапогах, затем — брюки-галифе, чуть позже — военный китель. Фрагмент, создающий неуловимую ассоциацию со Сталиным, «в Госкино вырезали и смыли негатив». В 1993 году Гайдай, реагируя на реплику обозревателя журнала «Экран и сцена» о том, что «Саахов — это такой маленький Берия», заметил: «Так и было задумано».
Согласно воспоминаниям Якова Костюковского, во время приёмки картины в Госкино «атмосфера создалась не обещающая ничего хорошего», а некий «большой начальник» сообщил создателям ленты, что «эта антисоветчина» выйдет на экраны только «через его труп». Через три дня, 26 декабря, чиновники от кинематографа должны были вынести окончательный вердикт. Однако, вопреки ожиданиям, комедия Гайдая не только была принята, но и получила высшую категорию. Позже выяснилось, что во время выходных Леонид Брежнев попросил показать ему «что-нибудь новенькое». Помощники генерального секретаря принесли в просмотровый зал «Кавказскую пленницу». Брежневу картина понравилась — он даже поблагодарил руководителя Госкино и всю съёмочную группу за качественную работу. 6 января 1967 года сценарно-редакционная коллегия Главного управления художественных фильмов присвоила ленте первую категорию и подписала разрешение на прокат. Первого апреля состоялась премьера фильма в кинотеатре «Художественный», а третьего апреля началась широкая демонстрация комедии на экранах Советского Союза (в Москве — в пятидесяти трёх кинотеатрах). «Кавказская пленница» стала лидером сборов — в первый год её посмотрели 76,5 миллиона зрителей. В 1968 году комедия была показана в Лондоне — на фестивале советских фильмов в Англии. Через год в рамках аналогичных мероприятий состоялся показ «Кавказской пленницы» в Сенегале и Тунисе.

## Режиссёрская работа
Режиссёрский почерк Гайдая формировался в ту пору, когда в кинематографическом мире обозначилось возрождение интереса к эксцентрической комедии. В конце 1950-х годов стали выходить фильмы, рассказывающие о творчестве Чарли Чаплина, Бастера Китона, Гарольда Ллойда и других комиков, работавших в первых десятилетиях XX века. Появились и новые представители жанра — Жак Тати, Пьер Этекс, Алек Гиннесс. Гайдай, восприняв их опыт, начал снимать картины, наполненные жизнерадостной энергией и изобилующие трюками, гэгами, клоунадой. Особую роль в его лентах играли образы-маски, унаследованные из традиций немого кинематографа. Сами по себе герои-маски не были на советском экране новацией — они уже фигурировали в картинах 1920-х годов (например, у Льва Кулешова), а также в фильмах-сказках Александра Птушко и Александра Роу. В отличие от сказочных персонажей, гайдаевские Трус, Балбес и Бывалый оказались представителями «советской улицы», в них — в гротескной форме — отразились отголоски алкогольного фольклора и блатной субкультуры.
В определённый момент у троицы появился антипод — студент Шурик, представлявший собой тип героя-шестидесятника, в котором доверчивость сочеталась с принципиальностью. Шурик оказался во многом близок режиссёру — как писал исследователь Евгений Новицкий, «интеллигентность, порядочность, некоторая неловкость — всё в нём от Гайдая», вплоть до присущих Леониду Иовичу мимики и жестов.

«Настоящий Гайдай» начался тогда, когда, приглядевшись к конкретным социально-историческим обстоятельствам, режиссёр увидел, что они с готовностью подчиняются законам «слэпстика». В результате родились уникальные гайдаевские маски — возможно, последние оригинальные маски в истории кино. В простом советском человеке Л. Г. обнаружил черты идеального классического архетипа. <…> Трус, Балбес, Бывалый и Шурик были героями и народной сказки, и кухонного анекдота. Они представляли социальные стереотипы «вшивого интеллигента» (Трус), ханыги-люмпена (Балбес), райкомовского хозяйственника (Бывалый) и бойскаута раннебрежневской формации (Шурик).— Михаил Брашинский

Леонид Гайдай (слева от прожектора) на съёмках «Кавказской пленницы»

По мнению кинокритика Сергея Кудрявцева, Гайдай стал новатором и «в области внедрения эротики» на советском экране. Если в комедиях с участием Любови Орловой и Марины Ладыниной любовные отношения подчас сводились к условной формуле «он, она и трактор», а «визуальный образ нарастающего оргазма» проявлялся в эпизодах «Полёт на автомобиле» («Светлый путь») или «Гонки» («Кубанские казаки»), то Гайдай предлагал зрителям «максимум „эротического“ шика, доступного жителю СССР». В «Операцию „Ы“» режиссёр включил сцену раздевания Шурика и Лиды; в «Кавказской пленнице» показал женскую притягательность поющей и танцующей «студентки, комсомолки, спортсменки» Нины; позже, в «Бриллиантовой руке», продемонстрировал «соблазняющий стриптиз» в исполнении героини Светланы Светличной.
Киновед Сергей Добротворский считал, что в картинах Гайдая присутствуют хичкоковские мотивы — речь идёт прежде всего о «природе эротизма». По мнению Добротворского, гайдаевские «комсомолки-спортсменки <…> несут не меньше соблазна, чем пресловутые хичкоковские „блонди“». В то же время в сцене, когда Шурик, пытаясь найти Нину, обнаруживает в одном из спальных мешков своего двойника, прослеживается влияние Ингмара Бергмана — упомянутый гэг является своеобразной цитатой из снятой в 1957 году «Земляничной поляны».
В «Кавказской пленнице» Гайдай проявил себя не только как сатирик, но и как пародист — он, в частности, весьма иронично обыграл в картине некоторые кинематографические штампы. Так, в эпизоде, когда Нина и Шурик проводят «тренировки» возле горной реки (а позже и сами попадают в поток), режиссёр спародировал некоторые сценарные шаблоны из советских лирических драм. Сцена с эксцентрической погоней — сначала на принадлежащем психиатрической больнице ветхом фургоне, а затем на осле — представляет собой комическое повторение клишированных стандартов вестерна. При этом к своей работе режиссёр также относился с определённой долей иронии. Вспоминая об истории создания «Кавказской пленницы», он замечал: «Классики — народ коварный». Далее следовало описание творческих поисков, связанных с появлением на экране нового трюка: «Я любил и нежно холил этот трюк, самодовольно представлял, как эффектно он будет выглядеть в моей новой картине. И, естественно, потом оказалось, что нечто подобное уже выдумал Чаплин в „Золотой лихорадке“».
О системе работы Гайдая на съёмочной площадке Владимир Этуш вспоминал как о рабочем процессе, в котором перед исполнителями не ставилось «никаких сверхзадач»: «Вообще ничего псевдохудожественного в нём не было. Но он умел любить актёра, и оттого, наверное, всегда хотелось выложиться». Даже в ситуациях, когда обстановка на площадке и вне неё накалялась, Гайдай «оставался верен своей жёсткой режиссёрской дисциплине» и выстраивал съёмки с учётом производственного графика. По воспоминаниям композитора Александра Зацепина, «на той съёмочной площадке, на даче Саахова, работали человек двадцать, и все дико смеялись. А сам Гайдай ни разу не улыбнулся. Вот характер!».

## Герои

### Шурик

Шурик

Персонаж, известный зрителям как Шурик, изначально именовался Владиком. В сценарной заявке к картине «Несерьёзные истории» (в дальнейшем — «Операция „Ы“»), отправленной на «Мосфильм» в марте 1964 года, указывалось, что «наш герой — очень молодой человек. Зовут его Владик Арьков. Он студент третьего курса института». Ещё во время работы над сценарием Костюковский, Слободской и Гайдай решили, что их студент (переименование которого произошло во время съёмок новеллы «Напарник») — это блондин в очках. Поэтому ради роли Александр Демьяненко перекрасил волосы в светлый цвет. Актриса Нина Гребешкова, отвечая на вопрос о внутреннем родстве Шурика и режиссёра, отмечала, что в сценарий действительно было заложено много деталей из биографии Гайдая. К примеру, кадры из сюжета «Наваждение», в которых герой, спрятав за пазуху учебник, ведёт оживлённый диалог с Лидой, — это фактически сцены из студенческой юности Гайдая и Гребешковой. То же самое касалось «Кавказской пленницы» — в основе эпизодов с едущим на осле Шуриком, возможно, лежали воспоминания режиссёра о том, как он во время службы в армии «заарканивал» диких монгольских лошадей: «Ноги наши на земле, а лошадки из-под нас выходят. Они ведь низкорослые». О том, что благодаря Шурику на экран были перенесены бытовые манеры режиссёра, упоминал и кинокритик Евгений Марголит, писавший, что свои очки герой поправляет «жестом Гайдая».
Шурик с его любовью к книгам, ковбойками, подработкой на стройках, знанием поэзии, рюкзаками и этнографическими экспедициями воспринимается киноведами как «образцово-смеховой шестидесятник». В то же время, по замечанию критика Сергея Добротворского, «родословная» героя восходит к персонажу из другой эпохи: в нём обнаруживаются черты героя Гарольда Ллойда:

Не только потому, что оба в очках. И первый из триумвирата американских киноклоунов, и советский смеховой медиум сконструированы из вторичных общественных атрибутов. Обоим не надо разговаривать. Обоим надо только быть. Там канотье, тут ковбойка. Там — вечный клерк, тут — вечный студент. <…> Чаплином Шурик не стал и стать не мог, потому что Чаплин сделал из эксцентрической комедии буржуазную, а Леонид Гайдай искренне снимал советское кино.— Сергей Добротворский
В «Кавказской пленнице» Шурику приходится общаться с «оппонентами», перешедшими из «Операции „Ы“», — Трусом, Балбесом и Бывалым. В предыдущей киноленте студент одержал над троицей верх, однако эту победу можно назвать условной, потому что герою противостояли мелкие жулики. Для новых приключений Шурика сценаристы создали образ более серьёзного противника — номенклатурного работника товарища Саахова, имеющего большую власть в районе и умело пользующегося своими полномочиями. В этой ситуации представители плутоватой троицы выступают как «сторонняя сила» — основные столкновения собирателя фольклора происходят именно с Сааховым. В финале картины, когда Шурик и его друзья заставляют главу райкомхоза испытать страх перед возникшими в его доме фигурами, исполняется мечта многих шестидесятников: герой «ставит на колени крупного начальника и деспота».

### Нина

Нина

При первом появлении в «Кавказской пленнице» Нина с её «летящей походкой» произвела впечатление не только на Шурика, но и на осла, двинувшегося следом за девушкой. В платке, который Наталья Варлей держала в руке в сцене с осликом, находилась замаскированная леска — с её помощью актриса тянула за собой животное. Её героиня — студентка Нина, приехавшая на Кавказ в гости к родственникам, — вынуждена вступить в противоборство с местным номенклатурным работником — товарищем Сааховым. Глава райкомхоза, сознающий, что у него нет шансов на взаимность в отношениях с приглянувшейся девушкой, организует похищение «невесты». Между тем Нина вовсе не желает, чтобы её воспринимали как вещь, даже если краже придаётся таинственно-романтический флёр. Оказавшись в заточении, героиня не впадает в отчаяние — напротив, она словно играет со своими «телохранителями»: то откровенно подтрунивает над ними, то принимает нарочито-смиренный вид. Не испытывая никакого трепета перед всесильным чиновником, узница не только опрокидывает поднос с фруктами и цветами на костюм «жениха», но и устраивает разгром на его даче.
Гайдай, вспоминая о работе над фильмом, рассказывал, что до начала съёмок Варлей «ничего не умела делать в кино, но в ней был природный артистизм, которому подвластно многое. Кроме того, она отлично выполняла все трюки». По словам композитора Александра Зацепина, за молодую актрису, не имевшую профессионального опыта, практически всю картину «играл» Гайдай, который неустанно показывал девушке во время репетиций жесты и движения её героини: «Идёшь отсюда — сюда, тут повернулась, посмотрела, тут испугалась». Члены худсовета «Мосфильма», принимавшие «Кавказскую пленницу», отмечали недостатки в работе некоторых актёров, особенно из комедийной троицы. В то же время «спортсменка, комсомолка, студентка» Нина произвела на кинематографистов приятное впечатление: драматург Эмиль Брагинский отметил во время заседания, что «Варлей очень мила», а Эльдар Рязанов признал, что она «очень хороша».
О том же самом писал в книге «Почти серьёзно» Юрий Никулин — по его словам, кинематографический дебют молодой артистки цирка оказался удачным. Весьма доброжелательные отзывы о героине комедии поступили и со стороны кинокритиков. Так, А. Калентьева, автор очерка о Варлей, опубликованного в 1974 году в сборнике «Актёры советского кино», писала, что полная «жизнерадостности и энергии» Нина воспринималась зрителями как «торжество молодости». Сама актриса признавалась, что во время премьерного показа «Кавказской пленницы» в Доме кино не испытывала радости. Причиной её разочарования было озвучивание: «Я смотрела на себя на экране, говорящую совсем не юным голосом и поющую чужим, взрослым, с „вибрато“ в припевах, голосом, — и мне становилось плохо, потому что я физически ощущала, что нарушена гармония, три компонента не соединяются воедино».

### Трус, Балбес, Бывалый
Изначально гайдаевская троица действовала в соответствии с законами немого кино — герои, ещё не имевшие «внятных социальных амплуа», впервые появились в лишённом диалогов сатирическом сюжете «Пёс Барбос и необычный кросс». В новелле «Самогонщики» они запели, а в «Операции „Ы“» и «Кавказской пленнице» зритель услышал их разговорную речь. Каждый из персонажей оказался наделён собственными чертами: в образе Балбеса акцент был сделан на непосредственности и «искренней глупости»; Трус выглядел почти всегда печальным — он, по словам киноведа Анатолия Волкова, словно хотел извиниться «перед миром за самый факт собственного существования»; Бывалый являлся носителем физической мощи и некоего «здравого смысла».

Бывалый, Балбес и Трус у пивного ларька

В «Кавказской пленнице» непосредственное участие троицы, только что прибывшей в южный город, начинается в сцене, условно именуемой «Бочка с пивом». Трус, эмоционально реагирующий на любые жизненные явления, включая погоду, произносит: «Жить, как говорится, — хорошо!». Балбес, чувствующий определённое превосходство над приятелем, корректирует его реплику: «А хорошо жить — ещё лучше!», а Бывалый утвердительно заявляет: «Точно!». Съёмочная ситуация была осложнена тем, что Вицин (в отличие от Никулина и Моргунова) не мог даже пригубить пенный напиток: актёр был непьющим. Попытки заменить пиво сиропом из шиповника успехом не увенчались: Гайдай понимал, что зритель обнаружит фальшь. В итоге после пятого дубля Вицин всё-таки согласился сниматься с кружкой настоящего пива. Позже пародист Александр Иванов написал четверостишие, показывающее, как далёк был Георгий Михайлович от своего экранного образа: «Зритель любит Вицина и ждёт, / А увидев, горестно вздыхает. / Дело в том, что сам артист не пьёт, / А его герой не просыхает…».

Трус — человек, если хотите, со сложным душевным миром. Из всей троицы — единственный мыслящий, не чуждый аналитичности, и на пакости он идёт с оглядкой, как бы отделяя себя от Бывалого и Балбеса. Вицинский герой готов в любой момент солидаризироваться со зрительным залом в неприятии того, что он, этот герой, творит вкупе со своими партнёрами. <…> И так всё время: активное соучастие на грани неприятия, сдобренное максимальной дозой комического страха.— Василий Кисунько

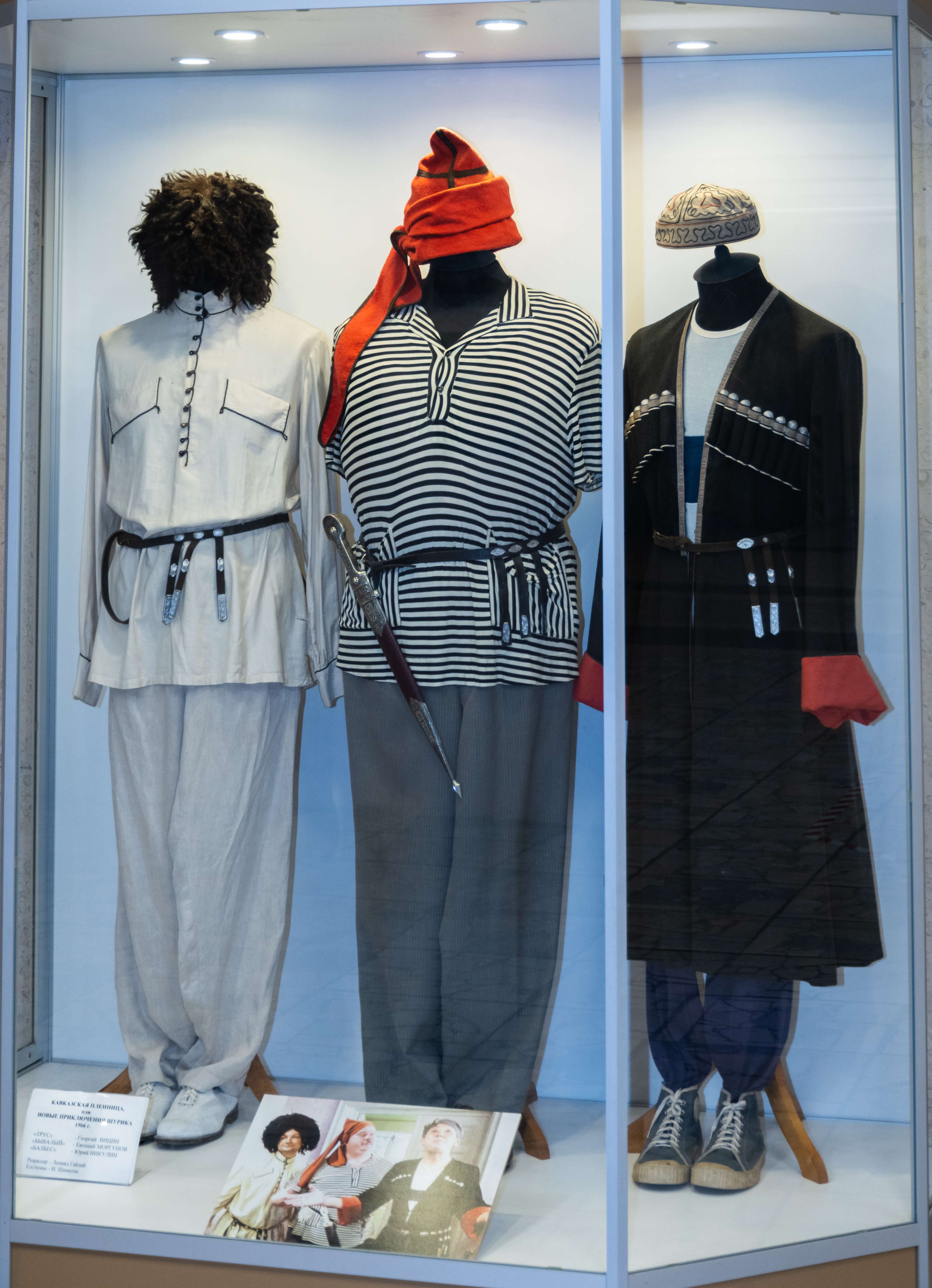
Костюмы «кунаков» в музее Мосфильма

«Сольный выход» Балбеса происходит во время проводимого им — за «плату по таксе» — сеанса одновременной игры. Герой Юрия Никулина делает точные ходы, игроки пасуют перед его авторитетом. В сознании зрителей возникают ассоциации с Остапом Бендером, устроившим подобное мероприятие в шахматном клубе Васюков. Но после того, как «гроссмейстер» завершает игру словом «Рыба!», камера отъезжает на общий план и показывает сражающихся с Балбесом игроков в домино. Свою задачу в городе выполняет и Бывалый: грузный герой Евгения Моргунова открывает школу обучения модному танцу: «Это вам не лезгинка, а твист. Показываю всё сначала. Носком правой ноги вы давите окурок…». По словам жены Гайдая Нины Гребешковой, «твист с окурком — в этой сцене всё в монтаже».
Наталья Варлей вспоминала, что артисты, которые входили в состав троицы, откликались на просьбы режиссёра подыграть в эпизодах, не связанных с их участием. Так, Нина, видя, как Шурик пытается «упаковаться» в спальный мешок, должна была, согласно сценарию, рассмеяться: «А спать вы стоя будете?» Однако начинающая актриса чувствовала себя перед камерой скованно; сцена не удавалась. Гайдай попросил свободных от съёмок Никулина, Вицина и Моргунова «раскрепостить» дебютантку. Артисты встали рядом с оператором и после команды «Мотор!» начали чесать себе животы. По словам Варлей, «дублей больше не потребовалось. С меня, как с царевны Несмеяны, мигом спало заклятье».
Впоследствии Юрий Никулин писал в своей книге «Почти серьёзно», что в «Кавказской пленнице» Гайдай использовал авторитет троицы «лишь для оживления фильма». С этим мнением — задолго до выхода мемуаров Никулина — не согласился киновед Марк Зак. В статье, опубликованной в журнале «Искусство кино» (1967, № 7), Зак уже задавался вопросом: «Может, они здесь просто для смеха?» Далее киновед заметил, что гайдаевские «маски» постепенно обретают человеческие черты. Так, в Трусе, запевающем тонким голосом «ла-ла-ла», внезапно прорывается лирическое начало; благодаря Балбесу, почувствовавшему во время «прививания» от ящура знакомый запах («Спирт?»), эпизод наполняется «характерными штрихами»: «Человечное выглядит смешным. Естественное рождает комедию».
Гайдай и сам сознавал, что потенциал троицы в момент выхода «Кавказской пленницы» был ещё не исчерпан. Тем не менее режиссёр больше не хотел тиражировать узнаваемые образы — возможно, он боялся их «заштамповать». Во второй половине 1960-х годов троица, по словам Юрия Никулина, «стала до приторности популярной». Труса, Балбеса и Бывалого приглашали в популярные телепередачи, включая «Голубой огонёк»; их шаржированные портреты появлялись в журналах; комментатор Николай Озеров упоминал в спортивных репортажах о героях «Кавказской пленницы» и других картин Гайдая.

Это был период нашего взлёта и одновременно конец нашего совместного выступления на экране. Леонид Гайдай окончательно от нас отказался.— Юрий Никулин

### Товарищ Саахов

Саахов после неудачного визита к Нине

Леонид Гайдай, рассказывая о том, как «рождался» образ товарища Саахова, вспоминал, что создатели картины отнюдь не стремились представить его исключительно как «восточного сладострастника» и героя кавказских анекдотов. Эксцентричность поступков главы райкомхоза должна, по замыслу режиссёра, иметь «земную, правдивую мотивировку». Саахов в картине действительно увлечён Ниной. Однако добиваться расположения девушки «прямо и честно» он не желает — вместо ухаживаний персонаж затевает сложно закрученную интригу. По уточнению Гайдая, «хитрость и бесцеремонность от ощущения собственной безнаказанности — таково его оружие».
Как отмечал исполнитель роли Саахова Владимир Этуш, при обсуждении сценария они с режиссёром решили, что развитие образа районного функционера будет идти не от внешних деталей (наружность актёра изначально была принята «как данность»), а от характера персонажа, в котором нет только чёрных или белых красок. Герой по-своему добр, подчас великодушен, порой наивен. В то же время он чувствует себя «современным князем», которому дозволено жить по собственным законам. Этуш решил сыграть свою роль максимально серьёзно, с некоторой вальяжностью, без гротеска и «откровенного комикования». В эксцентрической комедии его герой выделяется авантажностью, малоподвижностью, стремлением в любых обстоятельствах сохранять начальственный вид; Саахов, по словам артиста, «сросся со своим креслом». Во время съёмок лишь в одной сцене Гайдай предложил Этушу использовать «максимум эксцентрики» — речь идёт об эпизоде, когда облачённый в парадный костюм «жених» входит в комнату Нины с цветами и фруктами, а выходит в залитой вином рубашке и с гвоздикой за ухом: «Слушай, обидно. Клянусь, обидно! Ну, ничего не сделал, да? Только вошёл».
По сценарию дом товарища Саахова — это переоборудованная под дачу «одинокая сакля», одна из стен которой — с окном и балконом — зависает над пропастью. С другой стороны здания находятся веранда и сад, закрытый прочной стеной. Комната, в которую помещена Нина, — угловая; она обставлена с «вызывающей восточной роскошью» и оформлена в стилистике фильма «Багдадский вор» и приключенческих лент про «Синдбада-морехода». В соответствии с антуражем распределены и условные «роли» участников похищения девушки: товарищ Саахов — это некий султан, Джабраил — визирь, Нина — принцесса; Трус, Балбес и Бывалый — стражники и одновременно евнухи.
Исследователи обращают внимание на речь товарища Саахова. Картина насыщена его повторяющимися репликами «клянусь, честное слово» и заканчивающим почти каждую фразу вопросительным словом «да?». При этом в отдельных сценах (например, в момент торга с Джабраилом по поводу выкупа «невесты») герой активно использует газетно-пропагандистские штампы («Аполитично рассуждаешь, клянусь, честное слово!»; «Ты жизнь видишь только из окна моего персонального автомобиля»; «Двадцать пять баранов в то время, когда наш район ещё не полностью рассчитался с государством по шерсти и мясу!»).
«Кавказская пленница», как и новелла «Напарник» в «Операции „Ы“», заканчивается сценой самосуда. Но если Федя получает от Шурика порку розгами, то товарищ Саахов наказан иначе: он после сделанного Эдиком выстрела солью «не может сесть». Сам эпизод с «чертовщиной» и влетающим в дом главы райкомхоза вороном выглядит как пародия на фильм ужасов.

Куда подевались игра бровей, напористый взгляд наглых, навыкате глаз, змеиные улыбочки? Рухнув на колени перед таинственными пришельцами, Саахов слёзно умоляет их забыть устаревшие национальные традиции и поступить в современном духе — отвести его, Саахова, к прокурору. Саахов, как выяснилось, не готов к насилию над своей персоной и чрезвычайно дорожит собственной жизнью. 
По словам актёра, представители Кавказа «с пониманием» отнеслись к его работе в картине Гайдая: «Грузины считают, что сыграл армянина, армяне — что грузина, азербайджанцы — что ещё какого-то, не относящегося к ним кавказца. И у всех я — желанный гость».
Как вспоминал Владимир Этуш, после удачного проката картины её создатели решили снять продолжение. По замыслу сценаристов Костюковского и Слободского, в новой истории должны были действовать те же герои — пока Саахов вместе с троицей и Джабраилом отбывает наказание «в образцово-показательном лагере», Нина становится руководителем райкомхоза. Этот сюжет не получил поддержки у худсовета, и проект остался нереализованным.

### Другие персонажи

Джабраил

Образ родственника Нины — дяди Джабраила — интересен, по мнению исследователей, тем, что в глазах героя, без особых колебаний согласившегося продать племянницу своему непосредственному начальнику — товарищу Саахову, словно застыла «восточная грусть». С этим скорбным взглядом плутоватого и в то же время много знающего о жизни человека исполнитель роли Фрунзик Мкртчян впоследствии уже не расставался: неуловимой печалью были в разной степени окрашены почти все образы, созданные актёром на экране. Роль жены Джабраила досталась настоящей супруге Фрунзика — Донаре Мкртчян.
Представительница ещё одного семейного союза — актриса Нина Гребешкова — рассказывала, что ради эпизодической роли врача психиатрической больницы она отказалась от участия в картине другого режиссёра: «Хотелось поработать с Лёней, побыть вместе с ним и его группой». По словам Гребешковой, она всегда знала, что ни преимущества при выборе ролей, ни снисхождения во время съёмок у неё не будет: на площадке не терпевший фамильярности Гайдай-муж становился Гайдаем-режиссёром, который к собственной супруге обращался официально, по имени-отчеству: «Так, теперь Нину Павловну в кадр!». Образ главврача психиатрической больницы воплотил в картине Пётр Репнин — именно его герой, услышав от Шурика фразу про девушку, похищенную Сааховым, невозмутимо ответил: «Точно, украл. И в землю закопал, и надпись написал…».
Роль сотрудника гостиницы — «портье по должности и тамады по призванию» — сыграл актёр Михаил Глузский. Этот персонаж стал в «Кавказской пленнице» зачинателем серии здравиц, произносимых под лозунгом «Тост без вина — всё равно что брачная ночь без невесты!». Сами застольные речи, созданные в основном за счёт соединения притчи и лозунга, несут в себе, по утверждению киноведа Марка Зака, весьма «ценную информацию». Так, в тосте про опалившую крылья птичку («Так выпьем же за то, чтобы никто из нас, как бы высоко он ни летал, никогда не отрывался бы от коллектива!») содержится «миниатюрная модель фильма».

## Музыка, песни, звуковые эффекты
Интерес к необычным звуковым эффектам, порой напоминающим «акустический абсурд», у Гайдая проявился ещё во время работы над картиной «Деловые люди» (1962). К примеру, в сцене, где Сэм трясёт «вождя краснокожих», раздаётся металлический перезвон, как будто мальчик наполнен чем-то мелким и твёрдым. Подобная звуковая эксцентрика присутствует и в других лентах режиссёра, в том числе в «Кавказской пленнице». В этой картине в роли шумооформителя выступил композитор Александр Зацепин. Он не только сочинил музыку для фильма, но и записал закадровые шумы с помощью свистулек, трещоток и других подручных средств, а также озвучил титры «акустическими коллажами». В «Кавказской пленнице» для получения новых, оригинальных фонограмм применялся и манок для охоты на уток, и одна из первых моделей электрооргана.
Сотрудничество Гайдая и Зацепина началось в «Операции „Ы“» и продолжалось почти три десятилетия. Единственный серьёзный конфликт между композитором и режиссёром произошёл на съёмках «Кавказской пленницы». Гайдай нуждался в песне, которая стала бы популярной в народе. Песенку про медведей, исполняемую Ниной, режиссёр утвердил не сразу: Леонид Иович счёл, что она «не запоминается». Всего Зацепиным было написано семь вариантов мелодии для основной песни. На определённом этапе даже возник вопрос о возможной замене композитора — им мог стать Арно Бабаджанян. Зацепин остался в киногруппе Гайдая благодаря вмешательству Ивана Пырьева, не принявшего заявление композитора об уходе с картины, а также Юрия Никулина и сценаристов, которые сумели убедить режиссёра, что мелодия песни про медведей хорошо воспринимается слушателями.

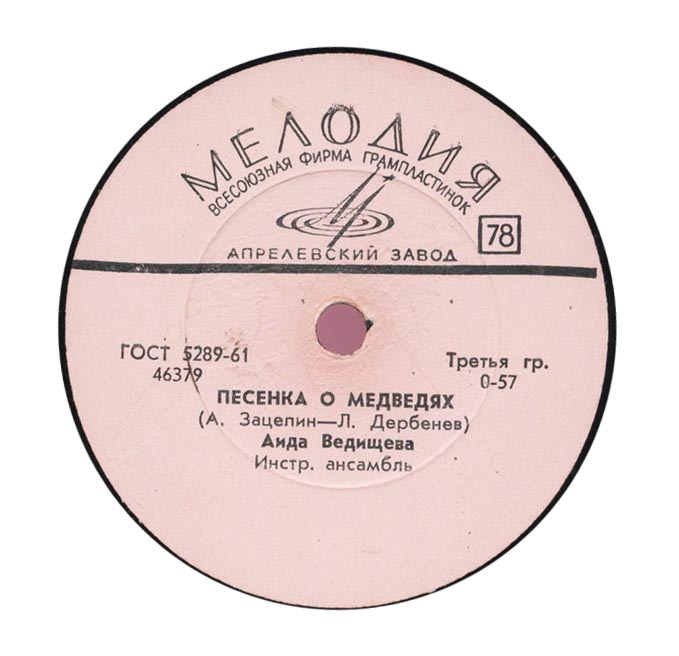
Пластинка фирмы «Мелодия» с «Песенкой о медведях» (1967)

Автором текстов к песням был Леонид Дербенёв. Из-за претензий худсовета ему пришлось переписывать отдельные строфы. К примеру, первый вариант песни, исполняемой Ниной, звучал так: «Где-то на белой льдине, / Там, где всегда мороз, / Чешут медведи спины / О земную ось». Строки вызвали у проверяющих неэстетичные ассоциации с блохами и вшами. После переработки появился новый вариант, в котором «трутся спиной медведи / О земную ось». Песня «Если б я был султан…» изначально не понравилась Ивану Пырьеву, который счёл, что она «тормозит действие». Позже настроение кинодеятеля изменилось, но по воле цензуры из произведения, исполняемого Балбесом на даче Саахова, периодически то вырезали, то восстанавливали куплет: «Если каждая жена / Мне нальёт по сто, / Итого триста грамм, / Это кое-что! / Но когда на бровях / Я вернусь домой, / Мне скандал предстоит / С каждою женой!». Несмотря на то, что в первую редакцию фильма этот куплет не вошёл, его текст был известен зрителям: полный вариант эпизода с песней, исполняемой Юрием Никулиным, был показан в новогоднем выпуске телепередачи «Голубой огонёк» в конце 1966 года.
Наталья Варлей хотела сама спеть песню про медведей. Гайдай согласился записать молодую актрису, однако предупредил, что в фильм войдёт лучшее исполнение. В этом своеобразном конкурсе победила Аида Ведищева, которая впоследствии рассказывала, что песенка показалась ей незамысловатой, и запись была сделана второпях, заняв не более получаса. Варлей и спустя годы после выхода картины сохранила убеждение, что включение в «Кавказскую пленницу» голоса Ведищевой было ошибкой режиссёра: «это профессиональная певица, поющая „поставленным“ голосом студенческую песенку, а именно этого — эстрадного профессионализма — Гайдай и хотел избежать во время первых записей».
После одного из куплетов песни прозвучало короткое соло («ля-ля-ля») в исполнении Георгия Вицина, позже сообщившего: «Я подпеваю тоненьким голоском. Этим самым голосом я пел и на концертах, на встречах со зрителями. Однажды, когда мы выступали где-то в воинской части, ко мне за кулисами подошла девушка… Худая такая! Ещё худей, чем Гурченко. Подошла и говорит так скромненько: — Я тоже стараюсь петь, как вы. Петь актёрски. А она исполняла „Всё могут короли“… Я ей сказал, что одобряю. И был прав. Так что знайте все: Пугачёва — моя ученица».
Одним из первых слушателей песни про медведей стал драматург Леонид Зорин. По словам Зорина, Дербенёв позвонил ему со словами «Я открыл новую теорию вращения Земли», после чего на другом конце провода включилась магнитофонная запись: «Где-то на белом свете…». Среди рецензий на картину Дербенёв выделил статью, в которой сообщалось, что в исполняемой Ниной песне есть «досадная неувязочка» — автор публикации недоумевал, «как могут медведи тереться спинами о „земную ось“, ведь она невидимая и существует только в нашем воображении?» Пластинки «фирмы Мелодия» с «Песенкой о медведях» были распроданы тиражом более пяти миллионов экземпляров. Песня оказалась востребованной и на танцплощадках СССР, поскольку была написана в ритме вошедшего в моду в те годы твиста.

## Отзывы и рецензии
Я был горд, узнав от Героя Советского Союза лётчика-космонавта В. Волкова такой факт: когда космонавтов спросили перед полётом, какой кинофильм хотели бы посмотреть, они дружно ответили: «Кавказскую пленницу»!
В 1960-х годах критики уделяли немало внимания фильмам Гайдая. Так, авторы тематического сборника «Экран», выходившего в 1964—1990 годах, весьма активно реагировали на появление новых картин Леонида Иовича. Анализируя творчество режиссёра, киновед Г. Кремлев в издании «Экран-1966» писал, что в прежние времена снимать комедии было «не только творчески невыгодно, но и попросту небезопасно», поэтому таких «чистопородных» представителей жанра, как Гайдай, «надо бы охранять в заповедниках». Интерес прессы к «Кавказской пленнице» возник задолго до выхода фильма в прокат. К примеру, корреспондент журнала «Советский экран» (1966, № 15) Н. Орлова, побывав в павильоне «Мосфильма» в разгар съёмок, сообщила на страницах издания, что в новой ленте Гайдая зрители встретятся с уже знакомыми по «Операции „Ы“» героями: Шуриком и комедийной троицей. Гайдай в беседе с Орловой признался, что не любит комедий с «лирически-камерным сюжетом» и лёгкими бытовыми конфликтами: «Такие фильмы, разумеется, нужны. Но мне ближе сатира, гротеск, эксцентрика. Я люблю острый ритм, быстрый темп, резкий монтаж, кинотрюки, очень люблю пантомиму».
После выхода «Кавказской пленницы» критик Марк Зак опубликовал в журнале «Искусство кино» (1967, № 7) подробную рецензию, в которой отметил, что в «Новых приключениях Шурика» Гайдай в очередной раз продемонстрировал пристрастие к стилистике немого кинематографа. При этом тяготение режиссёра к старым, зачастую идущим от Чарли Чаплина художественным приёмам (трюковые погони, использование образов-масок) сочетается с желанием вывести зрителя на современные проблемы. Среди героев картины Зак выделил товарища Саахова — «слегка полнеющего, но ещё элегантного деятеля районного масштаба», решившего купить себе жену. Такого героя легко разоблачить — достаточно добавить в образ местного «феодала» штрихи, свидетельствующие о его притворстве. Но герой Владимира Этуша — «искренняя и цельная натура», актёр не пытается отыскать в своём персонаже «двойное дно» и сделать акцент на хитрости. Саахов в исполнении Этуша испытывает подлинное недоумение и боль от того, что Нина его отвергла. Произносимая чиновником фраза «Плохо мы воспитываем нашу молодёжь» звучит — благодаря личной интонации и «восточной грусти» персонажа — без демагогической лозунговости.

В эксцентрической комедии великолепно здравствует объёмный и натуральный характер — не злодей, не Бармалей. Где же комические преувеличения? — спросим мы. Какие там преувеличения: тов. Саахов кинет порой взгляд на ножки героини да оскорбится, когда его упрекнут в смешении «личной шерсти с государственной». Образ этот — главная сатирическая цель, достигнутая авторами «Кавказской пленницы».— Марк Зак
Но претензии у меня есть. И большие. К режиссёру Леониду Гайдаю. <…> К директору «Мосфильма» В. Сурину, директору объединения «Луч» И. Бицу. К вам — всем вместе — мои претензии, дорогие друзья. <…> Так почему же вы, зная, какое полуголодное (только в смысле смеха) существование влачат наши кинозрители, почему же вы выпускаете одну комедию «гайдаевского» типа за два года, а не три комедии за один год? Почему, а?
Отметив, что натуральность и естественность могут оправдать «самые невероятные события» в развитии сюжета, автор публикации указал на ряд недостатков ленты. Эпизод, в котором в доме Саахова возникают таинственные мстители в масках, карающие нарушителя законов зарядом соли, Марк Зак назвал «очень плохой сценой». По мнению кинокритика, сама по себе ситуация с похищением девушки «не получила в фильме достойного разрешения». В число неудач Зак включил также цветовые факторы («Тосты запиваются химически ядовитой жидкостью, южный загар проступает сквозь грим») и заметную с экрана бутафорию: «Машина веером сшибает на дороге столбики — вероятно, они фанерные».
Рецензент журнала «Советский экран» М. Кузнецов в статье «Чувство смеха» (1967, № 7) отметил качественную работу сценаристов, выделив одного из соавторов — Мориса Слободского, который дебютировал в «Кавказской пленнице» в качестве актёра: он сыграл смешного старичка, «отчаянно переживающего свой ход в сеансе одновременной игры» в домино. Упомянув об участии в ленте Труса, Балбеса и Бывалого, Кузнецов сообщил, что «тройка тройкой, а табачок, как говорится, врозь». По мнению автора статьи, отдельного упоминания заслуживает работа Георгия Вицина, в герое которого, в отличие от его партнёров, появились новые краски. Весьма сдержанно критик оценил работу Александра Демьяненко, который «мало прибавил» со времён выхода «Операции „Ы“». Признав, что героиня Натальи Варлей «обаятельна и обворожительна», Кузнецов напомнил, что образ Нины — это «на 90 процентов удача режиссёра», который ещё на сценарном этапе обозначил рисунок роли, а в процессе съёмок задал темп и «подчеркнул внешние данные актрисы».
О том, что Трус в «Кавказской пленнице» — персонаж с «более сложным душевным миром», чем его компаньоны Балбес и Бывалый, писал в статье, посвящённой Георгию Вицину, и киновед Василий Кисунько («Искусство кино», 1968, № 3). Вицин, по мнению критика, лучше других знает, как мечется в момент сложного нравственного выбора его «хлипкой души» герой. Любой поворот сюжета Трус возводит «в степень катастроф». Сам актёр упоминал, что поэтика гайдаевских картин определяется фразой: «Вперёд, к старому кинематографу». По словам Кисунько, «эксцентрика здесь рождается на пересечении точного монтажа и точной актёрской пластики. Эксцентрика — то есть необычность, неожиданность взгляда на мир, а для Вицина — взгляда на образ».
В 1971 году Гайдай разместил на страницах газеты «Известия» статью о том, как непросто иногда складываются взаимоотношения между критиками и создателями комедий. Вначале режиссёр вспомнил фрагмент авторского вступления к «Золотому телёнку», в котором Ильф и Петров рассказали о некоем «строгом гражданине», спрашивающем: «Почему вы пишете смешно? Что за смешки в реконструктивный период?» По словам соавторов, если дать этому гражданину волю, «он даже на мужчин наденет паранджу». Критики такого рода встречались и в жизни Гайдая. К примеру, в Ленинграде во время обсуждения «Кавказской пленницы» один из них осуждающе произнёс: «Нет, товарищи, это же чисто развлекательная лента!». Режиссёр заметил, что ему не кажется верным положение, когда определение «развлекательный» становится почти синонимом слова «недоброкачественный». Далее Гайдай сообщил, что с уважением относится к «умной, доброжелательной и квалифицированной критике»; тем не менее практика показывает: пресса порой не замечает появления на экране слабых картин других жанров, зато любую комедию рецензенты «обязательно „разнесут“ по косточкам». Режиссёр подчеркнул, что он отнюдь не призывает к отказу от критики («Наоборот, большое общественное внимание к нашему жанру — явление положительное»), однако стоит обратить внимание, что из «весёлого жанра» нередко уходят хорошие режиссёры. По признанию Гайдая, сам он, снимая заключительные кадры очередной комедии, всякий раз говорит себе: «ну, всё, это последняя».

## Актуальность

Памятник героям фильма — Бывалому, Трусу и Балбесу в городе Иркутске

- Жить, как говорится, хорошо! А хорошо жить — ещё лучше![140]
- Грешно смеяться над больными людьми[140]
- Торопиться не надо[141]
- У меня к вам будет небольшое, но ответственное поручение[142]
- Птичку жалко[143]
- Тост без вина это всё равно, что брачная ночь без невесты[142]
- Только без жертв![142]
- Короче, Склифосовский![144]
- Минуточку, минуточку, будьте добры помедленнее, я записываю[144]
- Мы здесь имеем дело с несчастным случаем на производстве[145]

При жизни Гайдая в кинематографической среде существовало стереотипное мнение, что эксцентрические комедии режиссёра, представляющие собой исключительно набор трюков и гэгов, рассчитаны на «невзыскательную публику»; в «снобистской московской <…> аудитории» фильмы Леонида Иовича порой расценивались как произведения «низкого жанра», картины-однодневки. Их успех в прокате воспринимался как «потакание обывательским интересам». Сам Гайдай, по свидетельству Александра Зацепина, не рассчитывал на долгую жизнь своих картин — в беседе с композитором режиссёр однажды признался: «К 2000 году дети наши уже вырастут, а внукам всё это будет неинтересно. Они ведь ничего этого не будут знать». Спустя десятилетия выяснилось, что внимание зрителей к работам Леонида Иовича сохранилось. По мнению главного редактора журнала «Искусство кино» Даниила Дондурея, секрет многолетнего успеха «Кавказской пленницы» и других лент Гайдая заключается в заложенном в них «мощном позитивном заряде». Режиссёр Владимир Наумов утверждал, что зрителей новых поколений привлекает умение Леонида Иовича иронично рассказывать о серьёзных вещах: «Он старался повернуть событие так, чтобы оно воспринималось весело и смешно». Анатолий Волков и Наталия Милосердова — авторы включённой в «Режиссёрскую энциклопедию» (2010) статьи о Гайдае — отмечали, что в его комедиях, «отвечающих народному пониманию юмора, зритель улавливал и более серьёзный, горько-ироничный смысл».
«Кавказская пленница» пополнила лексикон россиян большим количеством крылатых выражений. При этом некоторые фразы, ставшие популярными в момент выхода фильма, нуждаются в расшифровке для зрителей XXI века. Так, диалог Балбеса и Джабраила («Это, как его, волюнтаризм» — «В моём доме не выражаться!») даёт отсылку к временам правления Никиты Хрущёва, снятого с должности Первого секретаря ЦК КПСС — в том числе — за «волюнтаризм и субъективизм». Реплики героев картины включены в сборники афоризмов; они, по мнению корреспондента «Российской газеты», могут использоваться в любых бытовых ситуациях. Так, на все случаи жизни годится адресованный Нине комплимент: «Это студентка, комсомолка, спортсменка, наконец, она просто красавица!»; при поломках и авариях вспоминается водитель Эдик, сказавший: «Будь проклят тот день, когда я сел за баранку этого пылесоса!».

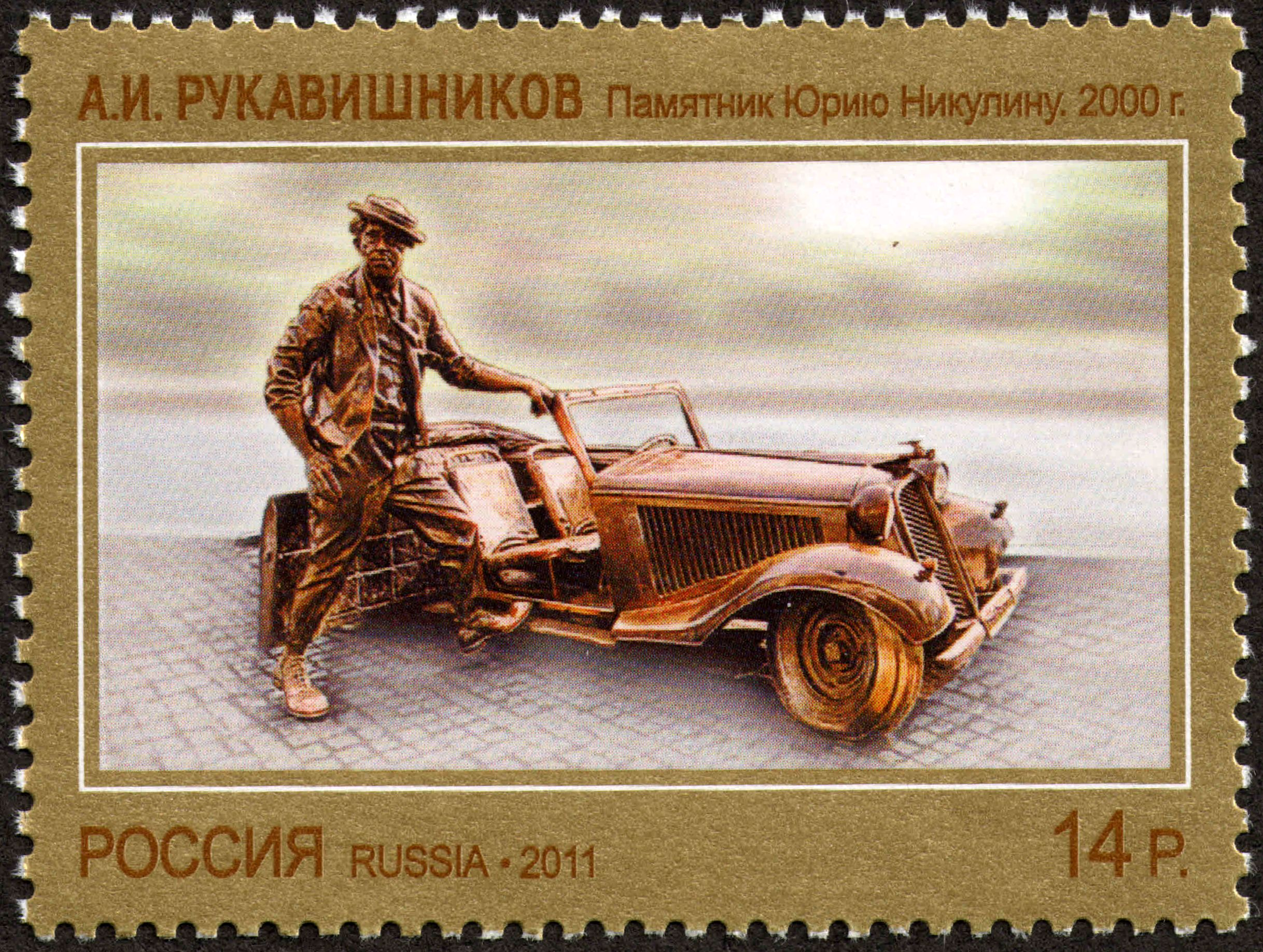
Памятник Ю. Никулину в Москве с автомобилем из фильма «Кавказская пленница» на почтовой марке России 2011 года

Свидетельством того, что «Кавказская пленница» остаётся в сфере общественного внимания, являются, к примеру, организуемые туристическими агентствами путешествия по маршрутам, связанным со съёмками картины; заведения общепита, названия которых содержат ассоциации с картиной Гайдая; памятники представителям комедийной троицы — Трусу, Балбесу и Бывалому, открываемые в разных городах (например, в Иркутске). Явная отсылка к комедии присутствует в романе Бориса Акунина «Алтын-толобас», герой которого — представитель нового поколения Шурик — выглядит как «патриот шестидесятых: техасы, кеды, Визбор и всё такое. Короче, „Кавказская пленница“».
В 2014 году на экраны вышел ремейк комедии Гайдая — фильм «Кавказская пленница!», снятый Максимом Воронковым. Новый вариант истории о приключениях собирателя фольклора Шурика вызвал весьма негативные отзывы в прессе — к примеру, журналист Александр Нечаев назвал работу Воронкова «пляской на костях советской классики». Киновед Сергей Кудрявцев откликнулся на выход ремейка так: «И пусть будет большинство людей плеваться и ругаться, ставить той же „Кавказской пленнице!“ Максима Воронкова оценку 1 из 10 <…>, но подспудный интерес к тому, чтобы лично убедиться, насколько этот опус безнадёжно плох, всё равно заставит пойти в кинотеатр. <…> Это как раз и требуется тем, кто уже в открытую играет на подобном паразитировании, используя знакомый „бренд“».

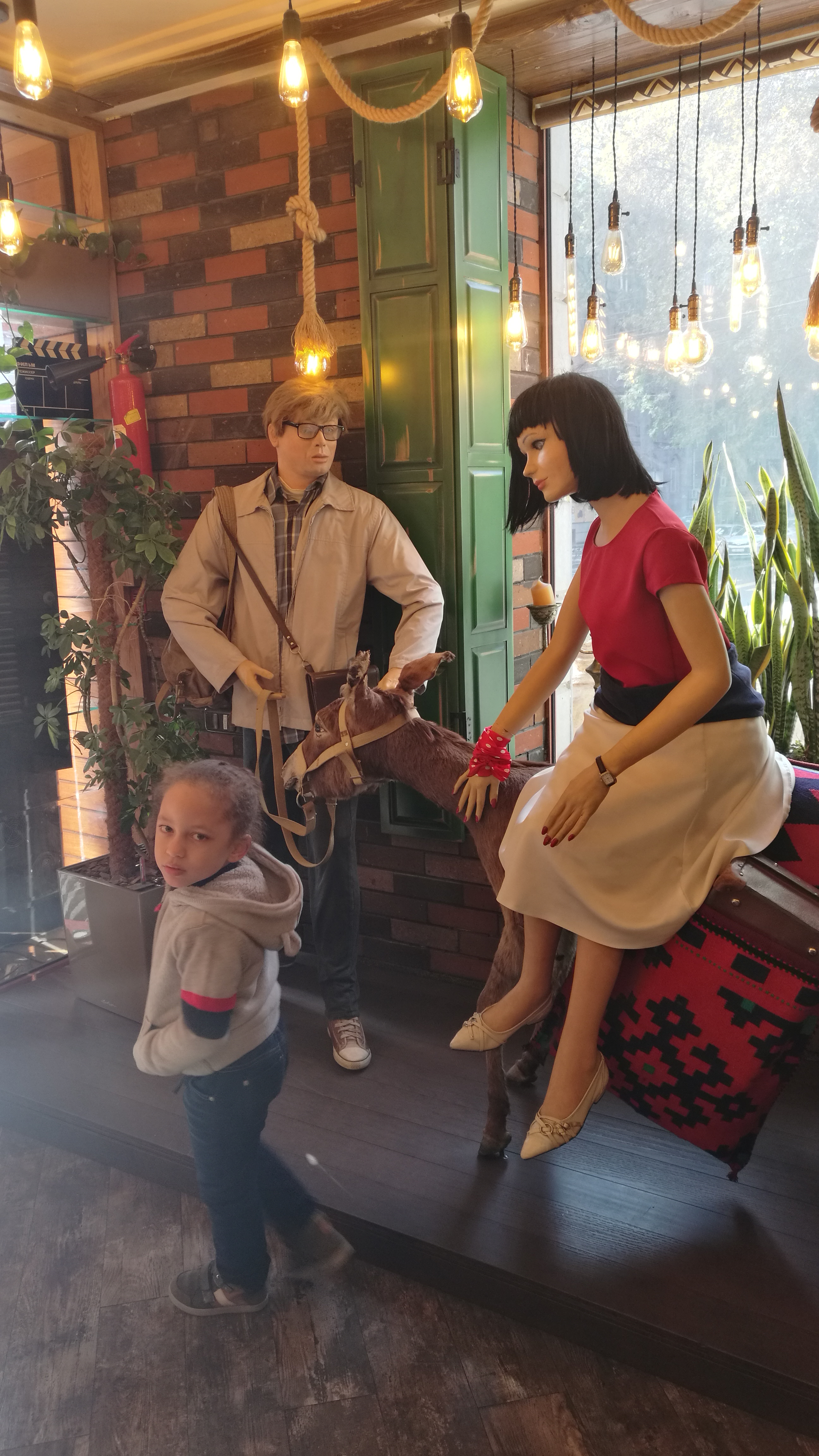
Ресторан «Кавказская пленница» в Ереване

Несколько ранее, в 2005 году, был снят музыкальный телефильм «Первый скорый», предназначенный для новогоднего показа на «Первом канале». Среди героев картины — встретившиеся через десятилетия товарищ Саахов и Нина, которая признаётся: «Мне всегда хотелось, чтобы ещё хоть раз меня кто-нибудь украл». Роли исполнили Наталья Варлей и Владимир Этуш. Отдельные цитаты из «Кавказской пленницы» обнаруживаются также в комедии Михаила Шевчука «Убежать, догнать, влюбиться» (2016).

## Над фильмом работали
В ролях:
| Актёр                            | Роль                                                                     |
| -------------------------------- | ------------------------------------------------------------------------ |
| Александр Демьяненко             | Шурик, фольклорист                                                       |
| Наталья Варлей                   | Нина, студентка (озвучивание — Надежда Румянцева, вокал — Аида Ведищева) |
| Владимир Этуш                    | товарищ Саахов, заведующий райкомхозом                                   |
| Фрунзик Мкртчян                  | Джабраил, шофёр Саахова, дядя Нины                                       |
| Руслан Ахметов                   | Эдик, водитель машины «скорой помощи»                                    |
| Юрий Никулин                     | Балбес                                                                   |
| Георгий Вицин                    | Трус                                                                     |
| Евгений Моргунов                 | Бывалый                                                                  |
| Ной Авалиани                     | работник гостиницы                                                       |
| Нина Гребешкова                  | врач психиатрической больницы                                            |
| Михаил Глузский                  | администратор гостиницы                                                  |
| Эммануил Геллер                  | шашлычник                                                                |
| Георгий Милляр                   | гостеприимный хозяин с рогом, любитель домино                            |
| Донара Мкртчян                   | супруга Джабраила                                                        |
| Пётр Репнин (в титрах Н. Репнин) | главврач психиатрической больницы                                        |
| Алексей Строев                   | официант Алёша                                                           |
| Георгий Светлани                 | старик у пивного ларька (нет в титрах)                                   |
| Морис Слободской                 | любитель домино (нет в титрах)                                           |
| Николай Гаро                     | водитель рефрижератора (нет в титрах)                                    |

Съёмочная группа:
| Роль                             | Имя                                                |
| -------------------------------- | -------------------------------------------------- |
| Авторы сценария                  | Яков Костюковский, Морис Слободской, Леонид Гайдай |
| Режиссёр-постановщик             | Леонид Гайдай                                      |
| Главный оператор                 | Константин Бровин                                  |
| Главный художник                 | Владимир Каплуновский                              |
| Композитор                       | Александр Зацепин                                  |
| Звукооператор                    | Владимир Крачковский                               |
| Режиссёр                         | Игорь Битюков                                      |
| Оператор                         | Евгений Гуслинский                                 |
| Художник                         | Н. Абакумов                                        |
| Грим                             | Н. Митюшкина                                       |
| Монтаж                           | Валентина Янковская                                |
| Костюмы                          | Н. Шимилис                                         |
| Дирижёр                          | Эмин Хачатурян                                     |
| Текст песен                      | Леонид Дербенёв                                    |
| Редактор                         | Анатолий Степанов                                  |
| Операторы комбинированных съёмок | Игорь Фелицын, В. Севастьянов                      |
| Художник комбинированных съёмок  | Александр Клименко                                 |
| Директор картины                 | Абрам Фрейдин                                      |

## Комментарии
1. ↑  По мнению филолога и лингвиста Валерия Мокиенко, своим названием фильм обязан произведению Пушкина «Кавказский пленник»[4].
2. ↑  По словам Юрия Никулина, именно он придумал заставку с буквами на заборе: «Гайдай хотел снимать, но ему не дали. В то время это была жуткая крамола»[16].
3. ↑  Управление коммунального хозяйства исполнительного комитета районного совета народных депутатов.
4. 1 2  Наталья Варлей увязывает озвучивание с ситуацией, возникшей после одного из застольных мероприятий, когда Гайдай проявил к ней «мужской интерес» и получил от «цирковой девушки с моментальной реакцией» отпор. Спустя несколько дней после инцидента режиссёр сообщил, что записывать голос Нины будет Надежда Румянцева. Тем не менее в картине сохранились немногочисленные сцены, где звучит собственный голос Варлей — например: «Ошибки надо не признавать, их надо смывать… кровью!». Как утверждает актриса, впоследствии Гайдай признался, что жалеет о своём решении[54].
5. ↑  По воспоминаниям Натальи Варлей, это утверждение распространял «великий выдумщик» Евгений Моргунов; о награде за импровизации она во время съёмок ничего не слышала[57]. По другой версии, автором легенды был Никулин, озвучивший её на показе фильма в Доме кино[48][58].
6. ↑  По утверждению Натальи Варлей, ассистировал помощник режиссёра, а автором трюка был Никулин[57].
7. ↑  Автором этого твистового движения и его описания («с окурком») в 1960 году был американский певец и автор песен Чабби Чекер[103].
8. ↑  Вариант: «Разрешит мне жена  / Каждая по сто»[15].
9. ↑  Список актёров и названия ролей основаны на титрах фильма. Описания ролей — по киноведческим источникам[156].
10. ↑  Согласно титрам фильма и киноведческим источникам.
11. ↑  В титрах ошибочно написано: «Текст песни».